# Archana Deodhar
Archana Deodhar (Marathi अर्चना देवधर; * 2. Februar 1971) ist eine indische Badmintonspielerin. 

## Karriere
Archana Deodhar gewann nach drei Juniorentiteln in Indien 1991 ihre erste Meisterschaft bei den Erwachsenen. Weitere Titel folgten 1992, 1993, 1996 und 1998. Bei der Weltmeisterschaft 1999 wurde sie 17. im Mixed mit Vincent Lobo.

## Sportliche Erfolge
| Saison | Veranstaltung                              | Disziplin   | Platz | Name                                   |
| ------ | ------------------------------------------ | ----------- | ----- | -------------------------------------- |
| 1986   | Indien: Einzelmeisterschaften der Junioren | Dameneinzel | 1     | Archana Deodhar                        |
| 1987   | Indien: Einzelmeisterschaften der Junioren | Dameneinzel | 1     | Archana Deodhar                        |
| 1988   | Indien: Einzelmeisterschaften der Junioren | Dameneinzel | 1     | Archana Deodhar                        |
| 1991   | Indien: Einzelmeisterschaften              | Damendoppel | 1     | Manjusha Pawangadkar / Archana Deodhar |
| 1992   | Indien: Einzelmeisterschaften              | Damendoppel | 1     | Manjusha Pawangadkar / Archana Deodhar |
| 1993   | Indien: Einzelmeisterschaften              | Mixed       | 1     | Anil Nair / Archana Deodhar            |
| 1996   | Indien: Einzelmeisterschaften              | Damendoppel | 1     | Manjusha Kanwar / Archana Deodhar      |
| 1998   | Indien: Einzelmeisterschaften              | Mixed       | 1     | Vincent Lobo / Archana Deodhar         |
| 1998   | Indien: Einzelmeisterschaften              | Damendoppel | 1     | Manjusha Kanwar / Archana Deodhar      |
| 1999   | Weltmeisterschaft                          | Mixed       | 17    | Vincent Lobo / Archana Deodhar         |